# Casablanca
 For alternative betydninger, se Casablanca (flertydig). (Se også artikler, som begynder med Casablanca)
Casablanca (arabisk: الدارالبيضاء, tr. ad-Dar al-Bayda (begge navne betyder "det Hvide Hus"), berbisk: ⴰⵏⴼⴰ, tr. anfa) er en by i Marokko i Nordvestafrika.
Byen ligger ud til Atlanterhavet. Den er Marokkos største by med 3.215.935(2024) indbyggere.
Casablanca er Marokkos økonomiske og kommunikationsmæssige centrum. Desuden er den en vigtig industriby.
Byen har to internationale lufthavne og en af Afrikas vigtigste havne. Ligeledes er den centrum for jernbanenettet i landet.

## Casablanca i kunsten
Den berømte film Casablanca fra 1942 foregår i Casablanca, der på det tidspunkt var under indflydelse af den franske Vichy-regering, indtil de allierede i 1942 erobrede herredømmet i Nordafrika.

## Uddannelse
- EMLYON Business School
- Toulouse Business School

## Ekstern henvisning/kilde
- At rejse er at leve.dk. Casablanca – Fakta om Casablanca Arkiveret 25. februar 2006 hos  Wayback Machine

- Wikimedia Commons har flere filer relateret til Casablanca